# 스타니스와바 발라시에비치
스타니스와바 발라시에비치(폴란드어: Stanisława Walasiewicz, 1911년 4월 3일 ~ 1980년 12월 4일) 또는 스텔라 월시(영어: Stella Walsh)는 폴란드의 육상 선수이며, 1932년 로스앤젤레스 올림픽 100m 금메달리스트이다. 사후, 부검에서 남성의 성기를 일부 가진 남녀중간몸이라는 사실이 밝혀졌다.

## 배경
비에즈호프니아(현재의 브로니차 군)에서 율리안 발라시에비치와 베로니카 발라시에비치 부부 사이에서 태어났다. 3개월 때에 그녀의 가족은 미국으로 이주하여 부친이 제철소 근로자로서 직업을 찾은 오하이오주 클리블랜드에 정착하였다. 가족은 그녀에게 그녀의 폴란드어 세례명인 "스타시아"라고 불렀는데, 후에 영어식으로 "스텔라"로 불렸다.

## 육상 경력
발라시에비치는 클리블랜드에서 공립 학교에 다니면서 자신의 육상 경력을 시작하였다. 빠르고 민첩한 그녀는 1927년 클리블랜드 프레스 신문사에 의하여 시작된 미국 올림픽 팀에 들어가는 경연에서 쉽게 우승하였다. 하지만, 발라시에비치는 미국 시민권자가 아니었고 21세가 될 때까지 시민권을 얻지 못하였다. 1928년 암스테르담 올림픽에서 원반던지기 금메달을 획득한 할리나 코노파츠카의 성공은 발라시에비치가 폴란드인 분포 지역들 사이에서 폴란드인 스포츠와 애국적인 기구인 소코우(Sokół)의 지방 지점에 가입하는 데 영향을 주었다. 포즈난에서 열린 소코우 운동의 범슬라브 대회가 열리는 동안에 그녀는 자신의 첫 주요 국제 승리를 거두었다. 그녀는 60m, 100m, 200m 400m 종목은 물론 멀리뛰기에서 5개의 금메달을 획득하였다. 그녀는 폴란드에 머물고 폴란드 국가대표 육상 팀에 가입하는 데 요구되었으며 지속적으로 미국에서 열리는 여러 가지 도전과 경기들에서 뛰었다.
1920년대 후반에 그녀는 이미 잘 알려진 육상 선수였다. 아마추어로서 그녀는 클리블랜드에서 사무관으로 일하기도 하였다. 아직도 미국 시민권을 가지지 않은 동안에 발라시에비치는 "스텔라 월시"라는 이름 아래에서 몇몇의 미국 국내 선수권 대회들에 참가하여 우승하였다. 그녀의 주간 육상 선수권의 일부로서 클리블랜드 시는 그녀에게 자동차를 수여하였다. 결국 미국 시민권을 신청하였다. 자신의 시민권 선서식이 있기 이틀 전에 마음을 바꾸어 대신 뉴욕에 있는 폴란드 영사관에 의하여 그녀에게 제안된 폴란드 시민권을 차용하였다.
1932년 로스앤젤레스 올림픽에서 그녀는 폴란드를 대표하였다. 100m의 예선들과 준결승전에서 둘다 현재 세계 기록 11.9초를 동일하게 한 발라시에비치는 결승전에서도 되풀이하여 우승을 거두었다. 같은 날에 원반던지기 종목에서는 9명들 중에 6위를 하였다. 폴란드로 귀국하면서 그녀는 거의 즉시로 잘 알려진 인간이 되었다 그녀는 그디니아 항구에서 거창한 관중들에 의하여 환영을 받았으며, 며칠 후에 그녀의 성과들로 메리트 훈장의 황금 십자가를 수상하였다. 또한 그녀는 다시 스포츠에서 가장 인기있는 폴란드인이었으며 그 타이틀을 3년 동안 보유하였다.
1933년의 다음 시즌을 부상과 함께 시작한 그녀는 폴란드 스케이트 선수권 대회에 나가는 데 유기되었다. 하지만 그녀는 빨리 회복되었고 활동 경력에 돌아왔으며 프라하에서 달리는 데 실패하고 말았다. 봄에 바르샤바에서 열린 선수권 대회에 나온 그녀는 80m 허들, 800m 릴레이, 멀리뛰기를 포함한 9개의 금메달을 획득하였다. 9월 17일 포즈난에서 그녀는 하루에 두개의 세계 기록들을 깼다 - 7.4초(60m)와 11.8초(100m). 1주 후에 르부프에서는 60m에서 7.3초의 자신의 개인 일생 기록을 깨기도 하였다. 그녀의 올림픽에서 성공은 바르샤바 체육 연구소에서 장학금을 타는 데 계기가 되기도 하였다. 거기서 그녀는 야드비가 바이스, 펠릭사 스하빈스카, 마리아 크바시니에프스카, 야누슈 쿠소친스키 같은 가장 두드러진 선수들을 만났다.
1936년 베를린 올림픽에서 자신의 올림픽 타이틀을 유지하는 데 시도하였으며 세계 기록 보유자로서 그녀는 결승전에서 미국의 헬렌 스티븐스에게 패하였다. 11.7초와 함께 2위를 하였다. 올림픽이 끝난 후에 발레시에비치는 스포츠 경력에서 은퇴하는 계획들을 선언하고 대신 미국으로 이주하여 자신의 아마추어 경력을 다시 시작하였다. 제2차 세계 대전이 일어나는 동안과 끝난 후에 그녀는 여러 선수권에 지속적으로 나왔으나 자신의 성공적 세월들은 거의 끝났다. 전쟁이 끝난 후, 폴란드가 소비에트 연방에 의하여 점령되자 발라시에비치는 미국에 머물기로 결정하였다. 결국, 1947년에 미국 시민권을 받아들였고 권투 선수 닐 올슨과 결혼하였다. 그들의 결혼 생활이 지속되지 못하였어도 그녀는 "스텔라 월시 올슨"이라는 이름을 계속 썼다. 40세 때에 자신의 마지막 미국 국내 타이틀을 우승하였고 1975년 미국 국립 육상 명예의 전당에 헌액되었다.

## 육상 이후의 경력
자신의 은퇴 이후에 그녀는 미국에서 폴란드 스포츠 협회의 여러 활동에 지속적으로 나와 선수권 대회를 결성하고 젊은 육상 선수들을 도왔다. 또한 미국에 사는 폴란드 스포츠인들을 위한 여러 상들을 적립하기도 하였다. 1974년에는 국립 폴란드계 미국인 스포츠 명예의 전당에 헌액되었다.

## 사망과 논쟁
1980년 12월 4일 클리블랜드에서 강도에 의하여 살해당하였다. 어떤 출저들이 그녀가 어떤 여성의 특질을 표명하기도 한다고 시하함에 불구하고, 실지검증은 그녀가 남성 외음부를 소유함을 보였다. 상세한 조사에 의하면 그녀가 45X0와 46XX 둘다의 염색체를 가지고 있음을 드러냈다.
그녀의 생리 성별이 해결되지 않음으로 남아있는 상황은 그녀의 출생 기록을 포함한 많은 초기 증거들이 그녀가 여성이라는 것을 진술한 사실에 의하여 더욱 복잡하게 되었다. 그녀의 기록들과 성과들이 지워져야 한다는 어떤 논쟁이 있기도 하였다.

## 유산
스타니스와바 발라시에비치의 진상은 국제 올림픽 위원회가 점진적으로 성별 검사를 중단하게 된 이유들 중에 하나로 알려져있다. 국제 육상 경기 연맹은 2009년 8월에 남아프리카공화국의 캐스터 세메냐에 성별 검사를 했지만 2010년 7월에 세메냐가 여성으로서 시합에 나갈 수 있다고 선언했다.
클리블랜드에는 브로드웨이 애비뉴에 스텔라 월시의 이름을 딴 도시 소유의 리크리에이션 센터가 있으며, 클리블랜드 사우스 고등학교에 소속되었다. 그녀는 클리블랜드의 캘버리 공동 묘지에 안장되었다.

## 기록들
그녀의 인생을 통하여 발라시에비치는 51개의 폴란드 국내 기록, 18개의 세계 기록, 8개의 유럽 기록들을 포함한 100개 이상의 국내 기록과 세계 기록들을 세웠다. 오늘날에 야드 종목들에 경주들이 측정되는 일이 드물어도 그녀의 100 야드 종목 유럽 기록은 2006년으로 봐서 깨지지 않았다.

## 같이 보기
- 스포츠에서의 성별검사